# Чемпіонат Болгарії з футболу 1934
Державний чемпіонат Болгарії 1934 — 10-й сезон найвищого рівня футбольних змагань Болгарії. Чемпіоном втретє став Владислав (Варна).

## Перший раунд
| Команда 1                 | Рахунок    | Команда 2             |
| ------------------------- | ---------- | --------------------- |
| Славія (Софія)            | 8:0        | Победа 26 (Плевен)    |
| Хан Омуртаг (Шумен)       | 1:4        | Владислав (Варна)     |
| Княгиня Марія-Луїза (Лом) | 3:2        | Орел-Чеган 30 (Враца) |
| Шипка (Пловдив)           | 1:4        | Ботев (Ямбол)         |
| Напредак (Русе)           | 1:1 3:1 дч | Чардафон (Габрово)    |
| Светослав (Стара Загора)  | 3:3 4:3 дч | Левські (Бургас)      |

## 1/4 фіналу
| Команда 1                | Рахунок    | Команда 2                 |
| ------------------------ | ---------- | ------------------------- |
| Славія (Софія)           | 9:1        | Борислав (Кюстендил)      |
| Владислав (Варна)        | 6:0        | Ботев (Ямбол)             |
| Напредак (Русе)          | 2:2 3:2 дч | Княгиня Марія-Луїза (Лом) |
| Светослав (Стара Загора) | 5:1        | Болгарія (Хасково)        |

## 1/2 фіналу
| Команда 1         | Рахунок | Команда 2                |
| ----------------- | ------- | ------------------------ |
| Славія (Софія)    | 4:0     | Светослав (Стара Загора) |
| Владислав (Варна) | 3:1     | Напредак (Русе)          |

## Фінал
| Команда 1       | Рахунок | Команда 2         |
| --------------- | ------- | ----------------- |
| 16 вересня 1934 |         |                   |
| Славія (Софія)  | 0:2     | Владислав (Варна) |